# Bosse Lindquist
Bo Erik "Bosse" Lindquist, född 31 december 1954 i Stockholm, är en svensk författare och dokumentärmakare för radio och film.

## Biografi
Lindquist har regisserat dokumentärer sedan 1988 varav många har blivit internationellt uppmärksammade och prisbelönta och var chef för Sveriges Radios dokumentärredaktion till 2010. Han är knuten till Sveriges Televisions dokumentärredaktion sedan 2012. Han var också Ander Visiting Professor of Global Media Studies vid Karlstads universitet mellan 2012 och 2013.
En serie dokumentärer om genetik och fosterdiagnostik, Livets mekano, vann Prix Futura (numera bytt namn till Prix Europa) i Berlin 1995, och belönades också med Ikarospriset och Sveriges Föreningen Grävande Journalisters Guldspade för 1993. Radiodokumentären Rebellerna, om en extrem och hemlig maoistisk revolutionär grupp, fick Ikarospriset 1997 och tillsammans med Förädlade svenskar, om det svenska tvångssteriliseringsprojektet, Vilhelm Moberg-stipendiet 1997. Ta judarna sist fick hedersomnämnande vid Prix Italia 1998 samt Juridiska och historiska fakulteterna vid Stockholms universitets pris 1998. Tystnaden i Phnom Penh, om Sveriges stöd till Pol Pot-regimen, vann Prix Europa i Berlin 2000, Sveriges Föreningen Grävande Journalisters Guldspade och Ikarospriset 1999. En tv-dokumentär och en radiodokumentär om adoption från Sydkorea till Sveriges fick hedersomnämnande vid Prix Europa 2002.
2009 kom filmen Geniet och pojkarna som handlar om nobelpristagaren Carleton Gajdusek som upptäckte Kuru (en prionsjukdom, lik galna kosjukan) hos ett kannibaliskt folk på Nya Guinea. Filmen tar också upp Gajduseks gigantiska familj av fostersöner och hans pedofili. The Genius and the Boys hade premiär på BBC i juni 2009 och är officiellt utvald till Internationella dokumentärfilmsfestivalen i Amsterdam 2009. Filmen är en samproduktion mellan BBC, Arte, SVT, NRK och DR. Flera dokumentärer har sänts internationellt - WikiRebels i trettio länder.
Lindquists Give Us the Money sändes i sextio länder november 2012 och undersöker bland annat Bonos och Bob Geldofs politiska lobbying för att minska extrem fattigdom i Afrika. Filmen fick bland annat den amerikanska Peabody Award för 2012 och ingår i den internationella serien Why Poverty som tagits fram av BBC och SVT med flera.
TV-trilogin Experimenten som publicerades i SVT 29 januari 2016 undersöker den italienske kirurgen Paolo Macchiarinis forskning och experiment på konstgjorda organ. Serien avslöjar forskningsfusk vid Karolinska Institutet och extremt experimenterande på människor på Karolinska universitetssjukhuset. Dokumentärserien satte igång en stor kontrovers, som fortfarande är oavslutad. Lindquist belönades för programserien med Stora journalistpriset i kategorin Årets avslöjande 2016.
Lindquist har också introducerat ett nytt format för översatt radio: RadioVideo. Den nya tekniken möjliggör nedladdning av radioprogram med översättning i bildfältet för dator, mp3-spelare och mobil.

## Produktion
| - Förädlade svenskar, Alfabeta 1991 - Rullstol och varm korv, tillsammans med Walter Hirsch, LL-förlaget, 1991. Översatt till tyska 1995. - Kärlek i vått och torrt, tillsammans med Walter Hirsch, LL-förlaget, 1991. Översatt till tyska 1995. - Genguiden, tillsammans med Robert Nyberg, Alfabeta 1995 - Hakkors och skinnskallar - rasism från Auschwitz till Vålberg, tillsammans med Kurdo Baksi, Robert Blombäck & Susanne Berglind, LL-förlaget 1998. - ”Om rasistiska brott i nyheterna”, i Vita redaktioner, mörk magi, Ylva Brune ed, Carlssons 1998. - Macchiariniaffären: sanningar och lögner på Karolinska. Albert Bonniers förlag. 2018, ISBN 978-910-017-080-6 - De hemliga breven: den politiska familjen och vardagens samtala. Albert Bonniers förlag. 2023, ISBN 9789100195373 - Vällingby i Afrika, 1988 - Förädlade svenskar - rashygien och sterilisering, 1990 - Bland tinnar och torn, 1992 - Prinsessans fängelse, 1996 - Aftonbladet och hotbilderna, 2000 - Serien Livets mekano - om genetik, slump och miljö: - En forskardröm, 1993 - Blodsband, 1993 - Vem ska få leva?, 1993 - Serien En vit fläck på kartan - om ett vitt paradis i Afrika: - Pionjärer, 1995 - Friherrinnans fristad, 1995 - Den gränslöse kolonisatören, 1995 - Serien Svarta Sverige - om främlingsfientlighet i Sverige: - Statslös Lucia, 1996 - Invandrare, född i Vålberg, 1996 - Serien En studie i borgerlighet - om svenska maoister: - Östern är röd, 1997 - Elitpartiet, 1997 - Rebellerna / The Rebels, 1997 - Serien Flyktingströmmar från Nazityskland till Sverige: - Ta judarna sist/Bring the Jews last, 1998 - Sverige och de baltiska SS-männen, 1998 - Serien Sverige och röda khmererna: - Tystnaden i Phnom Pehn / The silence of Phnom Penh, 1999 - I revolutionens hjärta, 1999 - Serien Adoption: - Varför är jag här?, 2002 - Svensk adoption, 2002 | - En gång korean, 2002 (regissör, tillsammans med filmaren Bo Öhlén) - Vad är det för fel på Socialen? 2003 (Producent) - I Guds namn – av Peter och Maria Rinaldo om kyrkans roll i folkmordet i Rwanda, 2004 (Producent) - Rebellerna 2005 (Regissör) - Feminismen och socialdemokraterna 2006 (Producent) - The Genius and the Boys, 2009 (Regissör) - McFusk & Co, 2010 (SVT, Producent) - Wikileaks - med läckan som vapen, 2010 (SVT, Producent) - "Experimenten" I tre delar "-Stjärnkirurgen", "-Varje kirurg har sin kyrkogård" och "-Sanningens labyrint", 2016 SVT Dokument inifrån (Producent) - Estonia och myterna, 2023 SVT Vetenskapens värld (Regissör) - Sterilisering och rashygien, Kulturen i Lund och Nordiska museet 2002 (Författare) - Middag med Pol Pot, Forum för levande historia, Stockholm 2009 (Författare) |